# Витанештиј де Суб Магура (Вранча)
Витанештиј де Суб Магура (рум. Vităneștii de Sub Măgură) насеље је у Румунији у округу Вранча у општини Болотешти. Oпштина се налази на надморској висини од 201 m.

## Становништво
Према подацима из 2002. године у насељу је живело 722 становника, од којих су сви румунске националности.